# Sesame Credit
Sesame Credit è un sistema di credito sociale costruito da Ant Financial Services Group, una filiale del gruppo Alibaba Group cinese. Esso utilizza i dati dai servizi di Alibaba per compilare il suo punteggio. Il punteggio di Sesame Credit è utilizzato per classificare i cittadini in Cina sulla base di una serie di fattori (Es. Condivisione di notizie, visualizzazioni di video, invio di messaggi…).
Baihe.com, una società di matchmaking cinese, utilizza i dati di Sesame Credit come parte del suo servizio.
Sesame Credit ha negato le voci che sostenevano il fatto che la loro valutazione include i dati raccolti dalle attività sui social media.